# Fälttäckvävare
Fälttäckvävare (Centromerus sylvaticus) är en spindelart som först beskrevs av John Blackwall 1841.  Fälttäckvävare ingår i släktet Centromerus och familjen täckvävarspindlar. Arten är reproducerande i Sverige. Utöver nominatformen finns också underarten C. s. paucidentatus.